# Barbara Chase-Riboud
Œuvres principales
Sally Hemings, A Novel of the Harem, Echo of Lions, The President's Daughter, Everytime a Knot is Undone, a God is Released
Barbara Chase-Riboud (Barbara Dewayne Chase-Riboud ou Barbara Chase), née le 26 juin 1939 à Philadelphie en Pennsylvanie, est écrivaine, sculptrice et poétesse africaine-américaine.

## Biographie
Barbara Chase-Riboud naît le 26 juin 1939 à Philadelphie, elle est la fille de Charles Edward Braithwaite Chase, entrepreneur en bâtiment, et Vivian May West Braithwaite Chase, assistante médicale.
À sept ans, elle suit les cours du soir au Philadelphia Museum of Art et à la Fletcher Academy. À seize ans, elle remporte le concours organisé par le magazine Seventeen. Sa sculpture est acquise par le MoMA.
En 1957, Barbara Chase obtient un baccalauréat en beaux-arts à l'université Temple. Elle poursuit ses études à l'Université de Yale, où elle est la première femme noire américaine à obtenir un diplôme de maîtrise en beaux-arts (MFAen anglais) de l’École d’architecture.
Elle voyage en Italie, en Égypte, en Grèce, en Turquie.

### Carrière

#### Sculpture
Les œuvres de Barbara Chase-Riboud s'inspirent de la sculpture classique et baroque puis elle s'oriente vers l'art non occidental. Elle participe en 1958 au premier festival des Deux Mondes de Spolète, avec une exposition personnelle. Elle travaille à Rome, sur les décors de péplums, aux studios de cinéma de Cinecittà.
En 1969, elle érige une stèle à la mémoire de Malcolm X. En 1998, sa sculpture Africa Rising de cinq mètres de haut est installée devant le bâtiment du FBI à New York. Cette sculpture rend hommage à Saartjie Baartman, femme noire exhibée en Europe, au début du XIXe siècle.
Les œuvres de Barbara Chase-Riboud figurent dans les collections du Berkeley Art Museum (Californie), du Metropolitan Museum (New York), du Museum of Modern Art (New York), du Newark Museum (New Jersey), du musée d'Art de La Nouvelle-Orléans4 (Louisiane), du New York Historical Society Museum (New York), du Philadelphia Museum of Art (Pennsylvanie), du Smithsonian African American Museum (Washington D.C.), Studio Museum in Harlem (New York), et au CNAP (France).

#### Littérature
En 1974, Barbara Chase-Riboud publie son premier recueil de poésie From Memphis and Peking inspiré de ses voyages puis son premier roman, La Virginienne, en 1979. Ce roman raconte l’histoire amoureuse entre Sally Hemings, une noire asservie, et Thomas Jefferson, président des États-Unis. La Virginienne fait scandale. Le roman est publié en français en 1980. En 1994, elle donne une suite à ce roman avec La Fille du président.
En 1989, Barbara Chase-Riboud publie le roman Echo of Lions, en français Le Nègre de l'Amistad. Ce roman raconte l’histoire de Joseph Cinqué, un Africain capturé dans les années 1800 qui poursuit le gouvernement pour sa liberté avec l’aide de l’ancien président John Quincy Adams. En 1997, le film Amistad de Steven Spielberg s'inspire également de cette histoire. Barbara Chase-Riboud poursuit Steven Spielberg pour avoir utilisé son histoire, sans son autorisation. Les protagonistes trouvent un arrangement à l'amiable pour un montant non divulgué.
Barbara Chase-Riboud est également l'auteure de Roman égyptien (titre original : Portrait of a Nude Woman as Cleopatra) qui est couronné en 1988 par le prix de poésie Carl Sandburg, ainsi que de La Grande Sultane.
En 2022 elle publie un recueil de mémoires I Always Knew. A Memoir, le recueil est traduit en 2024 en français.

### Vie privée
Barbara Chase rencontre à Paris le photographe Marc Riboud, qu'elle épouse en 1961. Ensemble ils voyagent beaucoup, et ont deux enfants. Après s'être séparée de son mari, elle épouse Sergio Tosi en 1981.

## Œuvres choisies

### Sculptures
- Confession for Myself (1973)
- Malcolm X (1970)
- Cleopatra's Cape (1973)
- Africa Rising (1998)
- Black standing woman of Venice (1969-2020)
- White Drawings (1973-2023)

### Romans
- Barbara Chase-Riboud (trad. Pierre Alien), La Virginienne [« Sally Hemings »], France, Albin Michel, 1980, 355 p. (ISBN 2-226-01082-3)
- Barbara Chase-Riboud (trad. Pierre Alien, Marie-France Basselier et Élisabeth Lesne), La Grande sultane [« Valide »], Paris, A. Michel, 1987, 358 p. (ISBN 2-226-02987-7)
- Barbara Chase-Riboud (trad. Élisabeth Lesne et Serge Quadruppani), Le Nègre de l'Amistad [« Echo of lions »], Paris, A. Michel, 1989, 329 p. (ISBN 2-226-03819-1)
- Barbara Chase-Riboud, Roman égyptien [« Portrait of a nude woman as Cleopatra »], [Paris], Éd. du Félin, 1994, 120 p. (ISBN 2-86645-176-7)
- Barbara Chase-Riboud (trad. Michelle Herpe-Voslinsky), La fille du président [« The President's daughter »], Paris, A. Michel, 1995, 445 p. (ISBN 2-226-07878-9)
- Barbara Chase-Riboud (trad. Denis-Armand Canal), Venus hottentote [« Hottentot Venus »], Paris, A. Michel, 2004, 379 p. (ISBN 2-226-15102-8)

### Poésie
- Barbara Chase-Riboud, From Memphys and Peking : poems, New York, Random House, 1974, 112 p. (ISBN 0-394-48899-7)
- Barbara Chase-Riboud, Everytime a Knot is Undone a God is Released: Collected and New Poems, Seven Stories Press, 2014, 400 p. [11]

### Récits autobiographiques
- J'ai toujours su (trad. Denis-Armand Canal), Paris, Seuil, 2024, 695 p.-[48] p. de pl (ISBN 978-2-02-156365-8)

## Expositions
- 2024-2025 : Quand un nœud est dénoué, un dieu est libéré. Du 17 septembre 2024 au 13 janvier 2025, huit musées et institutions parisiennes exposent Barbara Chase-Riboud :  Le centre Pompidou, le musée national des Arts Asiatiques - Guimet, le musée du Louvre, le musée d'Orsay (jusqu'au 15 décembre 2024), le musée du Quai Branly, Jacques Chirac, le palais de la Porte Dorée [12].

- 2022 : Infinite Folds, Serpentine Gallery, Londres[9]. Les commissaires de cette exposition sont Yesomi Umolu, la directrice de la curation et de la médiation à la Serpentine Gallery, et Chris Bayley, Commissaire assistant à la Serpentine[13]
- 2021 : Fondation Giacometti à Paris[14]
- 2020 : Avatars, du 25 septembre 5 décembre 2020, à la Fondation d’entreprise Hermès la Verrière à Bruxelles[15]. Commissaire d'exposition Guillaume Désanges[16].

## Distinctions
- 1960: Obtention du MAFA à l'université Yale
- 1979 : Prix Janet Heidinger Kafka pour l'ouvrage Sally Hemings[17]
- 1981 : docteure honoris causa pour son œuvre littéraire à l'université Yale
- 1996 : docteure honoris causa pour son œuvre littéraire à l'université du Connecticut
- 1996 : Barbara Chase-Riboud est nommée chevalière des Arts et des Lettres, par le gouvernement français[3].

- 2021 : Prix AWARE[18]
- 2021 : Grand Prix artistique de la Fondation Simone et Cino Del Duca
- Chevalière de la Légion d'honneur (2021).